# Peppermints kiss cafe
peppermints kiss cafe（ペパーミンツ・キス・カフェ）は日本のバンド。略称は『p.k.c（ピー・ケー・シー）』。

## 概要・来歴
シンガーソングライターのhàlとマニピュレーターのジャニオこと山岡広司、そしてギターのMicky（ミッキー、現・ヒラマミキオ）からなる、3人組の音楽ユニット。
2000年10月、hàlのレコーディングを切っ掛けに3人が出会う。2001年10月、東京都内のライブハウスにてライブ活動をスタート。
2002年のライブを最後に、公式には何のアナウンスもなく自然消滅した。しかし以降もhàlのライブにMickyや山岡がゲスト出演したり、普段も3人で会うこともあり、仲違いでの消滅ではない。2004年からMickyが晝海幹音として東京事変へ参加することが決まり、以降メンバーそれぞれのタイミングが合わなくなったゆえの消滅であると思われる。

## メンバー
hàl（ハル）
ボーカル、ギター担当。
山岡広司（やまおか こうじ、ジャニオ）
ミュージックシーケンサー、ベース担当。
Micky（ミッキー、現・ヒラマミキオ）
ギター、コーラス担当。

## 作品

### シングル
- Hello, I'm a Music Girl （2002年6月16日、PKCD-0001）
  1. Hello, I'm a Music Girl
  2. 月
  3. 君の髪を揺らす風